# 星輝豪庭
星輝豪庭（英語：Peninsula Heights）為九龍西九龍塘廣播道的一個小型私人豪華住宅屋苑。該地址前身廣播道77號，前身為無綫電視的第一代總部。星輝豪庭共設2座物業，每座樓高14層，由長江實業發展。

## 簡介
物業位於九龍塘半山地段，為傳統高尚住宅區，由於望向獅子山郊野公園和港島區及位於名校網。2座樓宇各高14層。整個共178個單位，單位約介乎1,400-1,500平方呎。
另外，屋苑設有戶外泳池、水力按摩池、日光曬台等；而停車場則有220個車位。

## 鄰近
- 嘉柏園
- 嘉翠園
- 柏園
- 尚御